# Ganon
Ganon (ガノン) também conhecido como Ganondorf (ガノンドロフ Ganondorofu) em sua forma Gerudo, é o principal antagonista da série de jogos The Legend of Zelda. Sua primeira aparição foi em The Legend of Zelda no console NES e desde então esteve presente em muitos outros jogos da série.
Nos jogos, o personagem alterna entre duas formas: uma criatura (semelhante a um javali) demoníaca e uma forma humanoide pertencente a raça Gerudo, uma das raças da franquia. Seus objetivos variam de um jogo para o outro mas em geral envolvem a captura da Princesa Zelda e a conquista do reino de Hyrule.

## Aparições
Série regular
- The Legend of Zelda: Ganon (soletrado "Gannon") é um homem-porco azul que invadiu Hyrule com seu exército, roubou a Triforce do Poder e quer a parte da Sabedoria, que foi dividida e espalhada pela Princesa Zelda. Na batalha final, Link o derrota com a Flecha de Prata.[2]
- Zelda II: The Adventure of Link: Os vilões querem ressuscitar Ganon banhando suas cinzas no sangue de Link, e a tela de derrota mostra sua silhueta com a legenda "Retorno de Ganon".[3]
- The Legend of Zelda: A Link to the Past: O mago malvado Agahnim se revela um alter ego de Ganon, e também é revelado que ele era um ladrão que ao invadir o Reino Sagrado em busca da Triforce, corrompeu o lugar, se tornando o Reino Sombrio onde ficou exilado. Link o derrota e restaura o Reino Sombrio para seu estado anterior.[4]
- The Legend of Zelda: Link's Awakening: A quarta Sombra de Pesadelo enfrentada como chefe é similar ao Ganon de A Link to the Past.[5]
- The Legend of Zelda: Ocarina of Time: Ganondorf, o único Gerudo homem em uma geração, quer dominar Hyrule, e o faz quando Link abre o caminho para o Reino Sagrado quando pegou a Master Sword. Porém a maldade de Ganondorf fez a Triforce se despedaçar quando ele a tocou, com ele ficando apenas com a Triforce do Poder, enquanto a Sabedoria foi para Zelda e a Coragem para Link. No confronto final, ele se transforma no monstruoso Ganon, e após sua derrota é exilado para o Reino Sombrio.[6]
- The Legend of Zelda: Oracle of Ages e Oracle of Seasons: A fase extra após terminar ambos os jogos tem as magas Twinrova ressuscitando Ganon, que serve como chefe final.
- The Legend of Zelda: The Wind Waker: O dilúvio que inundou Hyrule ocorreu para evitar que Ganondorf continuasse seus planos de conquista, e ele aparece em sua missão de unir a Triforce para dominar Hyrule. Sua derrota ocorre quando Link o apunhala na cabeça e transforma Ganondorf em pedra.[6]
- The Legend of Zelda: Four Swords Adventures: Os vilões Vaati e Shadow Link são revelados como tendo sido criados por Ganon, que sequestrou as Donzelas de Hyrule e matou os cavaleiros do reino.
- The Legend of Zelda: Twilight Princess: Ganondorf foi banido após tentar levar a Triforce, e se aliou a Zant para conquistar Hyrule.
- The Legend of Zelda: Skyward Sword: Apesar do vilão ser outro, o final alude que Ganon é uma manifestação do espírito de Demise, buscando os descendentes de Link e Zelda.[4]
- The Legend of Zelda: A Link Between Worlds: Essa sequência de A Link to the Past tem o vilão Yuga conseguindo libertar o espírito de Ganon e se unir a ele para se tornar o chefe final Yuga Ganon.
- The Legend of Zelda: Breath of the Wild: O vilão se transformou em uma força maligna, Calamity Ganon, que usa um exército de robôs para invadir Hyrule.[7]
- The Legend of Zelda: Tears of the Kingdom: A sequência de Breath of the Wild tem o retorno de Ganon na forma humanoide de Ganondorf.[8]

Outros jogos
- Ganondorf é personagem jogável na série Super Smash Bros. desde Super Smash Bros. Melee, e seu Final Smash o transforma em Ganon.[9]
- Ganondorf é personagem jogável em Hyrule Warriors e Hyrule Warriors: Age of Calamity.[10]
- Ganon é o chefe final de Cadence of Hyrule.
- Animal Crossing: New Leaf pode fazer Ganon aparecer ao escanear um Amiibo do personagem.[11]
- Ganon é jogável na versão para Nintendo Switch de  Diablo III: Eternal Collection.[12]